# Jaidhof
Jaidhof es una localidad del distrito de Krems, en el estado de Baja Austria, Austria, con una población estimada a principio del año 2018 de 1225 habitantes. 
Se encuentra ubicada al oeste del estado, a poca distancia al norte del río Danubio y al oeste de Viena.